# マヌー・ベネット
マヌー・ベネット（Manu Bennett、1969年10月10日 - ）はニュージーランドの俳優。1993年、オーストラリアのドラマ『Paradise Beach』でデビュー。

## 来歴
父親はニュージーランド人歌手、母親はオーストラリア人モデル。生後まもなくオーストラリアに移り、シドニーやニューキャッスルで育つ。
学生時代はニューサウスウェールズ男子学生ラグビー同盟チームに所属しており、またバレエ、ピアノの経験もある。
1993年にソープ・オペラでテレビデビュー。
2000年、小柳ルミ子主演の映画、『TOMOKO もっとも危険な女』に出演。
2010年、アメリカのテレビドラマ『スパルタカス』のクリクスス役を演じる。
2012年、ピーター・ジャクソン監督の映画『ホビット』で、ドワーフの王トーリン・オーケンシールドの宿敵アゾグを演じる。また、The CWのテレビシリーズ『ARROW/アロー』でスレイド・ウィルソンを演じる。

### 私生活
2013年現在、妻カリンとの間に3人の娘がいる。
2015年9月13日、テキサス州のホテルで、29歳の男性と揉めたことが原因でホテルから通報を受け、暴行罪で逮捕される。同日保釈金1600ドル（約19万2000円）を支払い釈放された。

## フィルモグラフィ

### 映画
| 年   | タイトル                                                            | 役名                   | 備考           |
| ---- | ------------------------------------------------------------------- | ---------------------- | -------------- |
| 2000 | TOMOKO もっとも危険な女                                             |                        |                |
| 2001 | ランタナ Lantana                                                    | スティーヴ・ヴェルデズ | 日本劇場未公開 |
| 2006 | ネバー・サレンダー 肉弾凶器 The Marine                              | ベネット               |                |
| 2007 | 監獄島 The Condemned                                                | パコ                   |                |
| 2007 | 30デイズ・ナイト 30 Days of Night                                   | ビリー保安官           |                |
| 2010 | ミノタウロスの秘宝 シンドバッドと迷宮の獣神 Sinbad and The Minotaur | シンドバッド           | 日本劇場未公開 |
| 2012 | ホビット 思いがけない冒険 The Hobbit: An Unexpected Journey         | アゾグ                 |                |
| 2013 | ホビット 竜に奪われた王国 The Hobbit: The Desolation of Smaug       | アゾグ                 |                |
| 2014 | ホビット 決戦のゆくえ The Hobbit: The Battle of the Five Armies     | アゾグ                 |                |
| 2016 | ReLOAD リロード Beta Test                                           | クリード               | 日本劇場未公開 |
| 2017 | ロジャー・コーマン デス・レース 2050 Death Race 2050                | フランケンシュタイン   | 日本劇場未公開 |

### テレビシリーズ
| 年        | タイトル                                                         | 役名                                  | 備考       |
| --------- | ---------------------------------------------------------------- | ------------------------------------- | ---------- |
| 2010      | スパルタカス Spartacus: Blood and Sand                           | クリクスス                            | 計37話出演 |
| 2011      | スパルタカス ゴッド・オブ・アリーナ Spartacus: Gods of the Arena | クリクスス                            | 計37話出演 |
| 2012      | スパルタカスII Spartacus: Vengeance                              | クリクスス                            | 計37話出演 |
| 2013      | スパルタカスIII ザ・ファイナル Spartacus: War of the Damned      | クリクスス                            | 計37話出演 |
| 2013-2020 | ARROW/アロー Arrow                                               | スレイド・ウィルソン / デスストローク | 計40話出演 |
| 2016-2017 | シャナラ・クロニクルズ The Shannara Chronicles                   | アラノン                              | 計20話出演 |